# Illiesonemoura maluksari
Illiesonemoura maluksari är en bäcksländeart som först beskrevs av Aubert 1959.  Illiesonemoura maluksari ingår i släktet Illiesonemoura och familjen kryssbäcksländor. Inga underarter finns listade i Catalogue of Life.